# Marie Rose Moro
Pour les articles homonymes, voir Moro.
Marie Rose Moro, née le 22 septembre 1961 à Ciudad Rodrigo en Espagne, est une pédopsychiatre, professeure des universités-praticienne hospitalière en psychiatrie de l'enfant et de l'adolescent à l'Université de Paris Cité, essayiste, conférencière et psychanalyste française. Elle dirige la Maison de Solenn, la maison des adolescents de l’hôpital Cochin (HUPC, APHP). 

## Biographie

### Enfance et formation
Née en Espagne, Marie Rose Moro arrive en 1962, alors âgée de 9 mois, avec sa famille, aux Mazures, dans les Ardennes, où son père a trouvé un emploi comme bûcheron. Sa famille s'installe quelques années plus tard à quelques kilomètres, à Pouru-aux-Bois, commune de 150 habitants, lorsqu'elle a 5 ans. Elle y passe son enfance et son adolescence avec ses quatre frères et sœurs et est une lectrice du magazine illustré La Hulotte.
L'école primaire de Pouru-aux-Bois accueille des enfants d'origine ardennaise, espagnole, polonaise ou maghrébine, situation qui sensibilise la jeune fille à la diversité culturelle. Elle se souvient que son instituteur lui a proposé, pour faciliter son intégration, de prendre le prénom de Marie Rose à l’école, tandis qu'elle est appelée Maria del Rosario chez elle, ce qui lui apprend à passer d'une place à l'autre,,,. Elle continue son parcours scolaire au collège de Douzy, puis au lycée Pierre-Bayle de Sedan, puis entreprend des études de médecine et de philosophie à Nancy, avant d'entamer un double cursus de psychiatrie et d'anthropologie. Elle soutient en 1988 une thèse de médecine avec spécialisation en psychiatrie, sous la direction de Philippe Mazet, intitulée Introduction à l'étude de la vulnérabilité spécifique de l'enfant de migrants, dans laquelle elle étudie les « interactions mère-enfants », et souligne « l'intérêt de prendre en compte la spécificité culturelle de la famille et la situation transculturelle de l'enfant, pour saisir sa réalité clinique, réalité singulière et complexe ».
Elle se spécialise en pédopsychiatrie, en suivant l’enseignement de Serge Lebovici, à l’hôpital Avicenne de Bobigny. Elle travaille avec Tobie Nathan, s'initiant grâce à lui aux principes de l'ethnopsychiatrie. En travaillant à Bobigny, elle découvre aussi la vie des immigrants en Île-de-France, différente de ce qu'elle a connu en pays sedanais et dans un milieu rural : « Moi, j’avais pu faire de ma différence une force. J’ai toujours eu le sentiment que quelqu’un me tirait vers le haut. Tout au long de ma vie, j’ai rencontré des personnes qui m’ont encouragée à faire des choses que je n’avais pas envisagées moi-même. Alors que ces migrants, que je voyais à Bobigny, étaient vraiment discriminés et mis dans des positions insoutenables », explique-t-elle bien plus tard dans un entretien. Son mari est médecin et haut fonctionnaire, ils ont deux enfants.

### Médecin et psychanalyste
Depuis 1989, Marie Rose Moro est psychiatre de bébés, d'enfants et d'adolescents. Elle a été cheffe de service de psychiatrie de l'enfant et de l'adolescent à l'hôpital Avicenne (Bobigny) de 2001 à 2013.
Elle est une pionnière de la consultation transculturelle pour les enfants de migrants et leurs familles,.
Depuis 2007, elle est psychanalyste, membre de la Société psychanalytique de Paris.
Elle a fondé en 1996 et dirige l'Association internationale d'ethnopsychanalyse (AIEP),
Elle est cofondatrice en 2010 avec Serge Bouznah du centre Babel, centre de ressources européen en clinique transculturelle.

### Enseignante et chercheuse
Marie Rose Moro soutient en 1991 une thèse de psychologie et, en 1996, une habilitation à diriger des recherches. Elle est recrutée comme chef de clinique et assistante des universités (1989), puis maîtresse de conférences (1992-1996), et est nommée professeure de psychiatrie de l'enfant et de l'adolescent au CHU Avicenne (université Paris XIII, 2000-2008), puis au CHU Cochin (Université Paris-Descartes devenue Sorbonne Paris Cité). Elle est directrice de recherches au laboratoire « Psychologie clinique, psychopathologie, psychanalyse » (PCPP - EA 4056) et actuellement détachée à l'INSERM (U1018, CESP).
Elle est responsable du diplôme universitaire (DU) de psychiatrie et compétences transculturelles à l'université de Paris Cité, participe à la fondation d'un DU en urgences psychiatriques, contribue à un enseignement spécialisé  européen en psychopathologie de l’adolescent. Elle s'est occupée du diplôme universitaire de psychopathologie du bébé (Paris 13) créé par Serge Lebovici dont elle est l'élève. Elle collabore à de nombreux enseignements sur le plan national et international aussi bien sur la pédopsychiatrie contemporaine que sur la psychiatrie transculturelle. 
Elle anime une équipe de recherches transculturelles et une équipe de recherches sur l'adolescence.

## Axes de recherche scientifique
Ses travaux scientifiques concernent les adolescents, les forces et vulnérabilités des enfants de migrants, les dispositifs thérapeutiques, les métissages, le bilinguisme, le traumatisme psychique, etc. Ses recherches l'ont amenée à théoriser la vulnérabilité et les besoins spécifiques de l'enfant de migrant mais aussi leur créativité. Cela est passé par la création d'une unité de soin transculturelle destinée aux familles migrantes en 1987, le premier dispositif de la sorte. Dans ces dispositifs, la culture des patients, celle des thérapeutes et la différence culturelle sont utilisées pour soigner, comme levier thérapeutique.
Elle s'intéresse au rôle de l'école, à la réussite scolaire des enfants de migrants. Elle prône la valorisation de la langue maternelle « qui permet à l'élève d'être plus à l'aise dans sa langue seconde ». Elle s'indigne de ce que « la diversité et le métissage soient encore essentiellement vus comme des obstacles », et met en exergue les atouts que peuvent constituer des différences culturelles. Elle mène des recherches sur les bébés, les enfants et les adolescents : enfants de migrants, enfants de couples mixtes, enfants bilingues, enfants adoptés, ou enfants expatriés.

## Responsabilités institutionnelles et éditoriales
Marie Rose Moro a dirigé le service de psychopathologie de l'enfant, de l'adolescent et de psychiatrie générale à Bobigny de 2000 à 2014  et y a créé, en 2004, une maison des adolescents, Casita, qui s'engage sur l'accompagnement des adolescents en difficulté. Elle a observé des évolutions dans la façon dont ces adolescents expriment leur malaise : anorexie des prépubères, phobie scolaire, etc. Depuis 2008, elle est cheffe de service de la Maison de Solenn, maison des adolescents de l'hôpital Cochin (AP-HP) à Paris,.
Elle est fondatrice et directrice scientifique de la revue transculturelle L'autre, Cliniques, Cultures et Sociétés et dirige la collection « La bibliothèque de l'autre », aux éditions La Pensée sauvage, depuis 2000. Elle dirige une collection de livres chez In Press, Hospitalité(s) depuis 2020. Elle codirige la revue Psychiatrie de l'enfant avec Bernard Golse aux PUF depuis 2020 après avoir été membre du comité de rédaction depuis 2006.
Elle a été vice-présidente de Psynem, section française de l'association internationale WAIMH World Association for Infant Mental Health de 2006 à 2012.
Elle s'est engagée au sein de l'ONG Médecins sans frontières (MSF), depuis le séisme de 1988 en Arménie,. Elle y a dirigé les recherches de psychiatrie en situation humanitaire et a assuré une supervision des programmes de psychiatrie pour les bébés, les enfants et les adolescents en particulier jusqu'en 2019.
De 2019 à 2022, elle est nommée en tant que personnalité qualifiée au conseil scientifique de la Délégation interministérielle à la lutte contre le racisme, l'antisémitisme et la haine anti-LGBT (DILCRAH).
En 2020, elle est nommée au conseil scientifique de la Défenseure des droits, Claire Hédon, Collège « Défense et promotion des droits de l'enfant ».
Elle est membre sénior de l'Institut universitaire de France depuis 2021 et membre correspondante de l'Académie nationale de médecine depuis 2022.

## Distinctions
- Officier de la Légion d'honneur (2021)[27]
- Officier de l'ordre national du Mérite (2014)[28].
- Docteure honoris causa de l’université de Mons (2022)[29].

## Publications
- Ce sont les rencontres qui font les thérapeutes. Paris : In Press ; 2024 avec C Koumentaki et R Radjack (Eds)
- Ce que les thérapeutes doivent à la diversité culturelle. Paris : In Press ; 2024 avec C Koumentaki et R Radjack
- Maternités en exil. Mettre des bébés au monde et les faire grandir en situation transculturelle. La pensée sauvage, 2023, avec D. Neuman, I. Réal et R. Radjack (2e édition).
- Accueillir les enfants migrants et leurs parents. Yapaka, 2023, avec R. Radjack.
- Madres, padres, bebés, familias y diversidad cultural. Valencia (Espagne), ASMI Editorial ; 2022.
- Moro MR and Welsh G (Eds) Parenthood and Immigration in psychoanalysis: Shaping the Therapeutic Setting. London (GB), Routledge. 2022.
- 50 Questions sur les bébés, les enfants et les adolescents. Comment devenir des parents ordinaires. La pensée sauvage, 2021.
- Quand ça va, quand ça va pas. Leurs(s) famille(s) expliquée(s) aux enfants et aux parents! Illustré par L Monloubou, Glénat jeunesse, 2021.
- Abus sexuels : la parole est aux enfants. Bayard, 2021, avec O Amblard.
- Guide de psychothérapie transculturelle, soigner les enfants et les adolescents, In Press, 2020.
- Grandir c’est croire. Bayard, 2020 avec J Kristeva et O Amblard.
- (co-dir. avec Mathilde Laroche-Joubert et Elisabetta Dozio), Le traumatisme psychique chez l'enfant, In Press, 2019.
- Bien être et santé des jeunes. O Jacob, 2019 avec J L Brison.
- Quand l’adolescent s’engage. Radicalité et construction de soi. In Press, 2017 avec Philippe Gutton.
- Et si nous aimions nos adolescents... Alerte adolescents en souffrance. Bayard, 2017, avec O Amblard.
- Avec nos ados, Osons être parents. Bayard, 2016 avec O. Amblard.
- La violence envers les enfants, approche transculturelle. Temps d'arrêt, 2015 republié chez Fabert, 2016.
- (co-dir) Devenir des traumas d'enfance. Pensée sauvage ; 2014 . avec M Feldman et  H Asensi.
- (dir.) Devenir adulte. Chances et difficultés, Armand Colin, 2014.
- (dir.) Troubles à l’adolescence dans un monde en changement. Comprendre et soigner, Armand Colin, 2013.
- Grandir en situation transculturelle, Temps d'arrêt, Belgique, 2013 republié en France chez Fabert.
- Les enfants de l'immigration. Une chance pour l'école, Entretien avec D. et J. Peiron, Bayard, 2012.
- Les ados expliqués à leurs parents, Bayard, 2010. Édition revue et augmentée publiée en 2015 avec O Amblard.
- Nos enfants demain. Pour une société multiculturelle, O Jacob, 2010.
- Vivre c’est résister. Textes pour Germaine Tillion et Aimé Césaire, avec C Mestre et H Asensi, La pensée sauvage, 2010.
- Aimer ses enfants ici et ailleurs. Histoires transculturelles, O Jacob, 2007.
- Enfants d'ici venus d'ailleurs. Naître et grandir en France, La Découverte, 2002. 2e édition en 2004 en poche chez Hachette Littératures dans la coll. «Pluriel».
- Psychothérapie transculturelle des enfants de migrants, Dunod, 1998, coll. «Thérapies», 3e édition sous le titre Psychothérapie transculturelle des enfants et des adolescents (2000, 2004).
- Parents en exil. Psychopathologie et migrations, Paris, Puf, 1994, 2e et 3e édition  en 2002 .
- Manuel des psychotraumatismes. Cliniques et recherches contemporaines, avec Y. Mouchenik et T. Baubet, Grenoble, La Pensée sauvage, 2012.
- Je t'écris de (correspondance), avec C. Mestre, La Pensée sauvage, 2013.
- Partir. Migrer. L'éloge du détour. La Pensée sauvage, 2011 .
- Vivre c'est résister. Textes pour Germaine Tillion et Aimé Césaire, avec C. Mestre, La Pensée sauvage, 2010 avec C. Mestre et H. Asensi.
- Manuel de psychopathologie du bébé et de sa famille, avec R. Riand et V. Plard, La Pensée sauvage, 2010.
- (co-dir.) Bébés et traumas, avec T. Baubet, C. Lachal et L. Ouss, La Pensée sauvage ; 2006.
- Manuel de psychiatrie transculturelle. Travail clinique, travail social, avec Q. de La Noë et Y. Mouchenik, La Pensée sauvage, 2006.
- Les psychothérapies. Modèles, méthodes et indications, avec C. Lachal, Paris, Armand Colin, 2006 ; 2e édition revue et augmentée publiée en 2012 avec T. Baubet, B. Dutray et A. Perrier.
- Avicenne l'andalouse. Devenir psychothérapeute en situation transculturelle. Grenoble : La Pensée sauvage ; 2004 avec I. Moro  et al.
- Psychopathologie transculturelle, avec T. Baubet, Masson, 2009, 2e édition 2013.
- (dir.) Psychiatrie et migrations, avec T. Baubet, Masson, 2003.
- (dir.) Soigner malgré tout avec T. Baubet, K. Leroch, D. Bitar, La Pensée sauvage, 2003 
  - vol. 1 : Traumas, culture et soins
  - vol. 2 : Bébés, enfants et adolescents dans la violence.